# Dieselolja
| Densitet             | Vanligen 0,82–0,845 kg/dm³ i EU-länder |
| Densitet             | Vanligen 0,80–0,82 kg/dm³ i Sverige    |
| Flampunkt            | Vanligen över 67 °C                    |
| Totalsvavel          | I EU-länder max. 350 ppm               |
| Totalsvavel          | I Sverige 2–4 ppm                      |
| Aromathalt           | I de flesta EU-länder 15–30 % vol      |
| Aromathalt           | I Sverige 4–5 % vol                    |
| Polyaromathalt       | I de flesta EU-länder 1–2 % vol        |
| Polyaromathalt       | I Sverige max. 0,02 % vol              |
| Kokpunktsintervall   | I EU-länder 160–360 °C                 |
| Kokpunktsintervall   | I Sverige 180–320 °C                   |
| Vattenhalt           | < 0,02 % vol                           |
| Askhalt              | < 0,01 % vol                           |
| Viskositet           | 2–4,5 mm²/s (centistokes)              |
| Cetantal             | vanligen 47–55                         |
| Effektivt värmevärde | 42 till 46 MJ/kg                       |

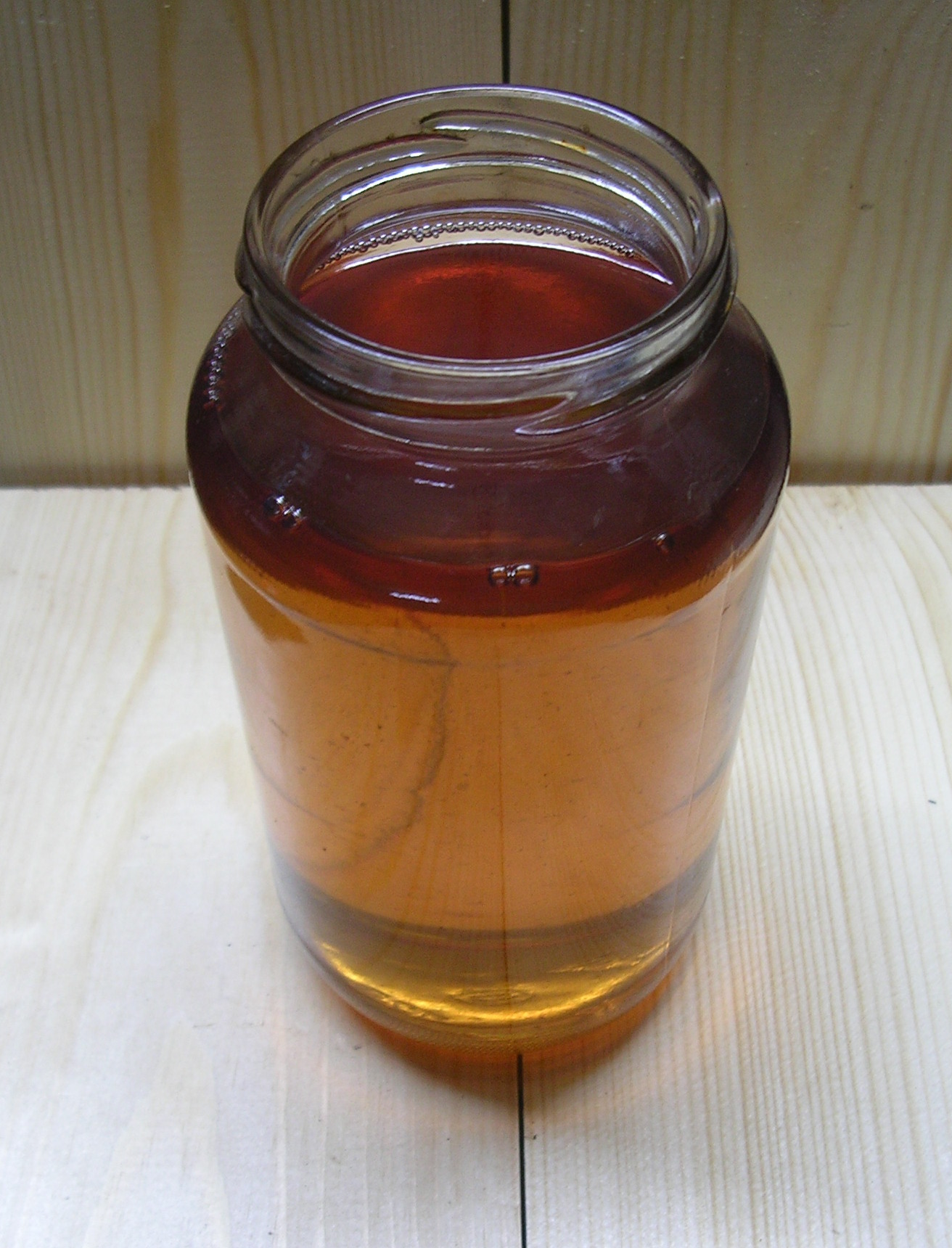
diesel i en burk

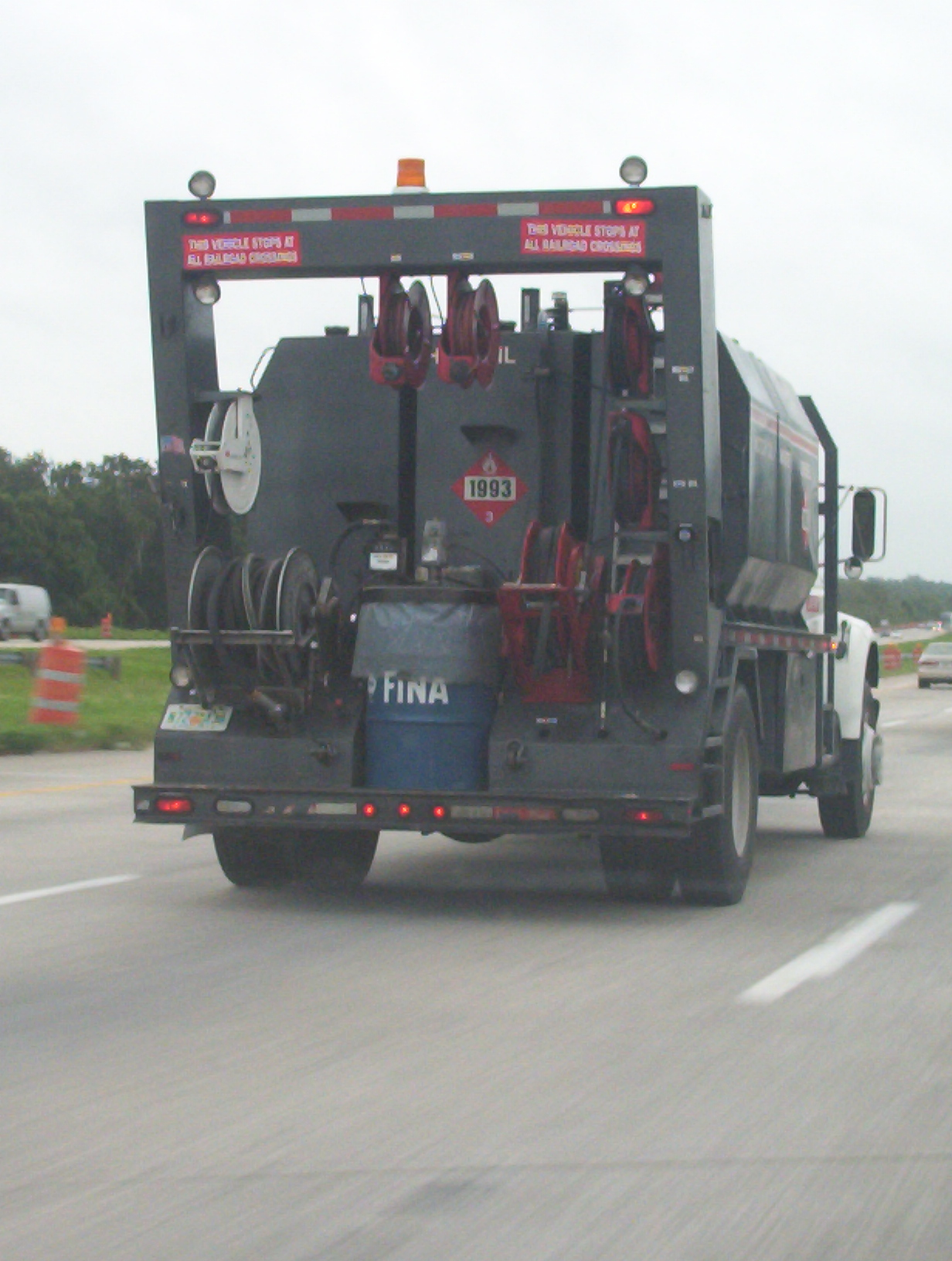
En tankbil med dieselolja.

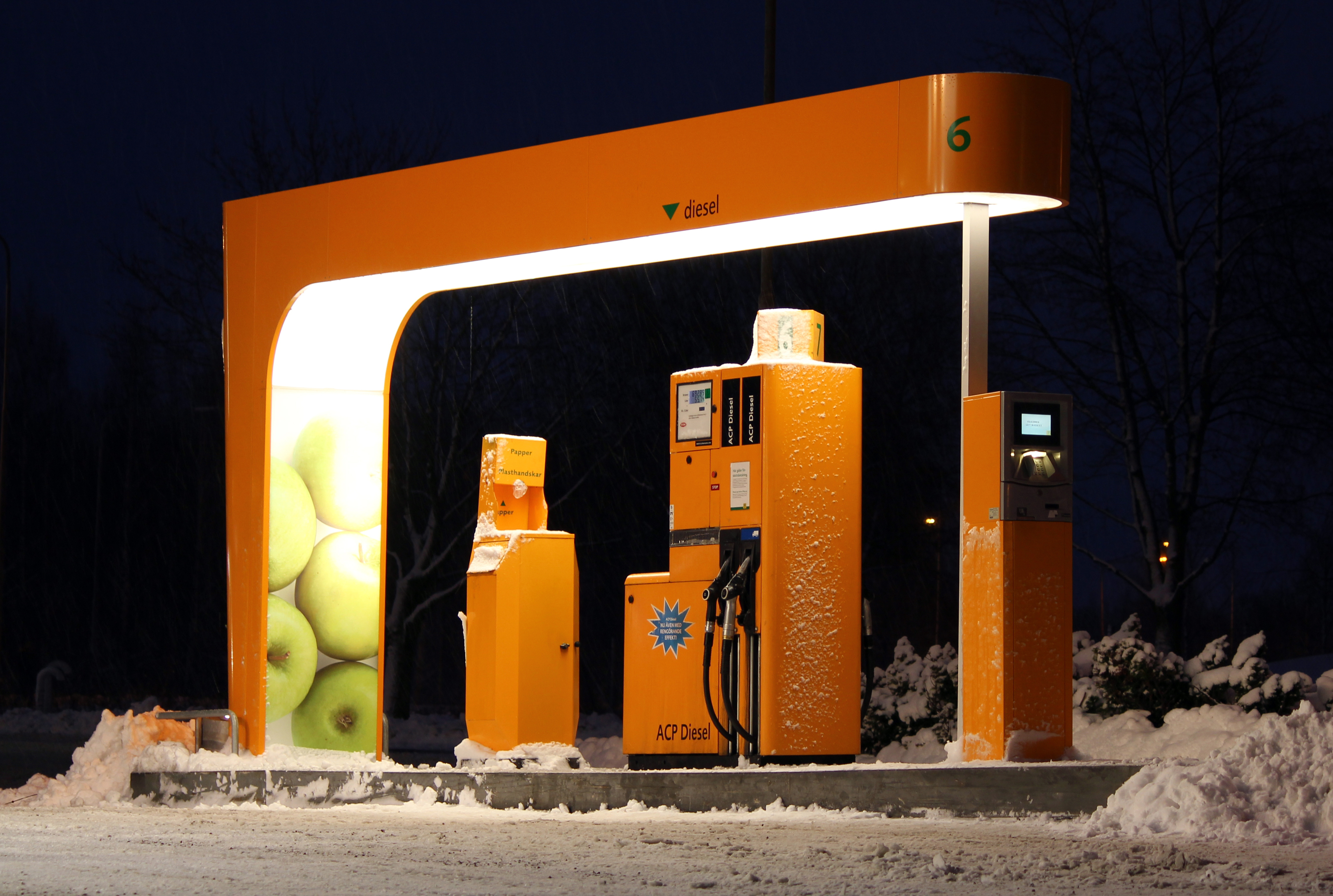
En Preemstation för diesel i Avesta.

Dieselolja eller diesel är en allmän beteckning på motorbrännoljor som används för drift av dieselmotorer och som främst erhålles från petroleum (råolja). Dieselolja har sitt ursprung och sitt namn ur experiment genomförda av den tyske vetenskapsmannen och uppfinnaren Rudolf Diesel till den förbränningsmotor som han uppfann 1892.

## Framställning
Dieselolja består huvudsakligen av kolväten med mellan 10 och 22 kolatomer. Den har ett cetantal av minst 51 och tillverkas för det mesta med petroleum (råolja) som råvara. Dieselolja framställs på oljeraffinaderier ur råoljebaserade kolvätefraktioner som även kallas ”gasolja”, ”medeldestillat” eller ”petroleumdestillat”.

## Andra råvarualternativ och tillverkningsprocesser

### Vegetabiliska oljor
Vegetabiliska oljor framställs främst ur frön som odlas, t.ex. ur rapsfrön, sojabönor, solrosfrön, jatrofafrön, etc. Vegetabiliska oljor kan även framställas ur alger. Algodling i varma havsvikar i solrika områden bedöms kunna vara mycket produktiva, och ge såväl fetter som cellulosa / grönfoder. I princip kan även cellulosamaterialet från algerna processas vidare till t.ex. fotogenliknande bio-syntetiska kemikalier att blanda i dieselolja. Det kan göras med en blandning av kemisk hydrolys, fermentation och kemiska processer. S.k. feta alkoholer och dess kemiska derivat fås. Socker kan ges som föda till bakterier, som i sin tur omvandlar sockret till fett (och en del proteiner). Fettet kan processas vidare. Resten kan bli proteinrikt djurfoder, precis som med resterna efter oljerika frön. Forskning och uppskalning av sådana processer sker bl.a. i USA och hos Neste Oil i Finland. 

#### FAME
Modifierade vegetabiliska oljor, som till exempel rapsmetylester (RME) går att framställa ur fetter och oljor, kan användas i dieselolja. Ett mer allmänt namn för metylestrar av vegetabiliska oljor är fettsyrametylestrar (FAME, fatty acid methyl esters). I de flesta EU-länder finns det 2 till 7 volymprocent FAME i den dieselolja som säljs på bensinstationerna. I EU-länder är fetsyrametylestrar oftast lika med rapsmetylestrar. Tillsatser av fettsyrametylestrar i dieseloja är mycket vanligt även i till exempel USA och Brasilien. Där används mest sojametylester (SME). FAME-produkter kallas ofta för ”biodiesel”.

#### HVO
Vegetabiliska oljor kan även modifieras, genom att behandlas med vätgas (H2) och katalysator i kemiska reaktorer vid förhöjt tryck och temperatur. Resultatet blir olika sorters paraffinoljor med olika kemiska och tekniska egenskaper. Samlingsnamnet på dessa är HVO, "hydrogenated vegetable oils". De är mycket snarlika de paraffinoljor, som fås genom kemiskt syntes ur syntesgas, som beskrivs nedan och som även kallas för Fischer-Tropsch-processer (BTL). Därför har EU-länderna enats om en gemensam teknisk standard för sådana drivmedel: CEN TS 15940. Oavsett råvara och tillverkningsprocess, blir det syntetiska paraffinoljor.

### Tjärsand
I Kanada, i norra delen av provinsen Alberta, kring staden Fort McMurray, framställs stora volymer av ”syncrude” (syntetiskt framställd råolja) ur tjärsand, som bryts i gruvor och processas. Ur syncrude kan sedan bland annat dieselolja raffineras fram. Syncrude pumpas i pipeliner till raffinaderier över stora delar av Kanada och USA. Tyvärr ger driften upphov till mer utsläpp av fossil koldioxid än vad framställning av dieselolja ur vanlig råolja ger. På liknande sätt processas även oljeskiffer till bl.a. dieseloljekomponenter. Av oljeskiffer blir det dock mer bensin än det blir dieselolja. 

### Syntesgas
Dieseldrivmedel går även att framställa syntetiskt ur syntesgas. Syntesgas är en blandning av kolmonoxid och vätgas. Syntesgas i sin tur kan framställas ur allting som innehåller energi och grundämnet kol, till exempel naturgas, fackelgas från gasfackling och annan metan, stenkol, brunkol, biomassa som flis och pellets, avfall, med mera. Syntetiska dieseldrivmedel framställda med katalytiska processer ur syntesgas är svavelfria och har oftast låg halt av aromater och naftener. Tillverkningsprocesser för syntetiska dieseldrivmedel kallas bland annat Fischer-Tropsch-processen, gas-to-liquids (GTL) och biomass-to-liquids (BTL).
Enligt vissa experter är begreppet dieselolja endast applicerbart på flytande drivmedel som är framställda genom destillation ur råolja. De menar således att till exempel GTL, BTL, HVO och FAME är alternativa dieseldrivmedel, avsedda för dieselmotorer.
Enligt International Energy Agencys (IEA) chefsekonom Faith Birol och även enligt oljeanalytiker på storbanker i USA, rör sig världen mot en råoljebrist. Därför blir dieselolja framställd ur annan råvara än råolja alltmer intressant.

## Egenskaper, beståndsdelar
Kolvätena i dieselolja är tyngre än kolvätena i bensin och fotogen (jetbränsle), men lättare än kolvätena i tung eldningsolja och i bunkerolja till fartyg, eller i asfalt. Dieselolja har ett kokpunktsintervall mellan 160 och 380 celsiusgrader. Viskositeten är mellan cirka 1,8 och 4,0 cSt. Cetantalet är mellan 38 och 60 beroende på standard. Cetantalet är ett mått på hur dieseloljan självantänder genom kompression i en dieselmotor. Ju bättre kompressionständning, desto högre cetantal. Energiinnehållet (effektiva värmevärdet) är normalt från cirka 40 till 44 megajoule per kilogram. Cetantalet i dieselolja kan höjas genom att tillsätta additiv i låg koncentration. Ett vanligt additiv är nitroalkaner, till exempel nitroheptan och nitrooktan.
Olika kolväten ger olika egenskaper till dieselolja:
- Aromater ger ett högt energiinnehåll, men de har ett lågt cetantal och ger sämre tändning och förbränning med ökad mängd av sotpartiklar och kväveoxider i avgaserna. Aromater bidrar också till att både partiklar och gasformiga kolväten i avgaserna blir giftigare. Kolväten som innehåller svavel ger inget särskilt tekniskt, men det kostar att ta bort dem från drivmedel som till exempel dieselolja.
- Svavel i dieselolja ger dieselavgaser med svaveloxider (svaveldioxid och svaveltrioxid).
- Olefiner (ett annat ord är alkener) har låga till måttliga cetantal och kan endast i begränsad utsträckning användas i dieselolja.
- Naftener (ett annat ord är cykliska alkaner) ger ganska goda tekniska egenskaper till dieselolja och de ger relativt rena avgaser.
- Paraffiner (ett annat ord är alkaner) ger renast dieselavgaser. De fungerar bra i dieselolja om de är raka eller lätt grenade och därigenom har ett högt cetantal. De är dock dyrare att framställa.

## Användning
Dieselolja kan användas som lätt eldningsolja (lätt brännolja). Lätta eldningsoljor och brännoljor går dock inte att använda i en modern dieselmotor. Dessa motorer har högt insprutningstryck i extremt tunna bränslekanaler i insprutarna och i dieselpumpen. Sådan utrustning tål inte de kemiskt instabila ämnen som finns i de mindre processade eldningsoljorna. Moderna dieselmotorer kräver även ett högt cetantal, vilket inte eldningsolja har. Moderna dieselmotorer och moderna dieselfordons katalysatorer och partikelfilter i avgassystemet är känsliga, och kan förstöras på grund av för högt svavelinnehåll och av för högt aromatinnehåll i brännoljor.

## Avgasrening
Inom Europeiska unionen (EU) ska det gå att köpa dieselolja vars svavelhalt är under 10 ppm just för att möjliggöra dieselfordon inom EU med avancerade katalysatorer som fångar in och bränner bort partiklar, till exempel continuous re-generating particle traps (CRT) som exempelvis de flesta stadsbussar i Sverige är utrustade med. Även katalysatorer som minskar kväveoxider i avgaserna, till exempel SCR-system, behöver en vätska som innehåller urea eller ammoniumformiat; vätskor som säljs under varumärken såsom Adblue är mycket känsliga för svavelhalten i dieseloljan.

## Tekniska krav och standarder
De kolväten som förekommer i dieselolja måste uppfylla vissa tekniska krav för att kunna fungera bra i en dieselmotor för landfordon. Stora förbränningsmotorer, i till exempel fartyg, är mindre känsliga, och använder tjocka/tunga brännoljor med ett högt innehåll av svavel, upp till 1 000 ppm. De bör inte förväxlas med dieselolja som är ett helt annat bränsle. De tekniska kraven på dieseldrivmedel för fordon på land är noga reglerade i så kallade tekniska standarder. Det finns flera olika standarder. De största och mest accepterade standarderna för dieselolja är EN 590, som är EU-ländernas standard för dieselolja, och ASTM D 975, som är USA:s standard för dieselolja (för landfordon). Dessutom finns flera mindre standarder för dieselolja, till exempel den svenska standarden SS 15 54 35.
Anledningen till att det finns flera olika standarder beror på att olika länder har olika uppfattning om vilka egenskaper hos dieselolja som är önskvärda respektive icke önskvärda. Exempelvis tillåter USA:s standard ett cetantal på lägst 38, medan EU-områdets standard tillåter ett cetantal på lägst 47. I kalla länder som till exempel Sverige måste dieseloljan vara flytande även när det är kallt. I Sverige ska dieseloljan klara av att vara flytande vid minus 32 grader Celsius (och helst vid ännu lägre temperaturer). I till exempel Brasilien så är detta inget krav. Där ska dieseloljan klara att vara flytande utan fällningar ner till fem grader. Standarderna revideras regelbundet med några års mellanrum.

## Dieselolja jämfört med andra bränsleoljor
Olika typer av bränsleoljor benämns felaktigt diesel eller dieselolja. Dieselolja är den renaste bränsleoljan som framställs på ett raffinaderi. Den tas ur mellandestillatet (gasolja), men renas ytterligare genom bland annat katalytisk avsvavling med hjälp av vätgas och katalysator i kemisk reaktor, vilket reducerar svavelhalten kraftigt. Även synergetic saturation-reaktor (synsat) vilken även reducerar aromathalten på dieselolja förekommer. T.ex. i svenska oljeraffinaderier på västkusten.
I Europa används avsvavlad gasolja med cetanhöjande medel som dieselbränsle enligt EU-standard EN590 och har då miljöklass 3, vilken misstänks kunna orsaka cancer.
Sverige har sedan tidigt 90-tal en dieselkvalitet benämnd miljöklass 1, vilket innebär att den får innehålla mycket lite sotande och hälsovådliga aromatiska kolväten. Därutöver tillverkas denna MK1-diesel till stor del av kerosinfraktionen, alltså det som annars skulle bli flygbränsle för turbinmotorer, JET A1, vilket gör att den är extremt köldtålig, oftast ned till -34*C. Den saturationsbehandling som den svenska MK1-dieseln genomgår förändrar dess kemiska struktur vilket får den att bli mycket hudirriterande, redan efter någon timmes hudkontakt uppstår svår hudrodnad som är svårläkt.
Mellandestillat som kommer direkt från destillationen av råoljan, s.k. gasolja, är en annan typ av bränsleolja. Sådan brännolja / bränsleolja är betydligt mer giftig och cancerframkallande än dieselolja, men liknar dieselolja till egenskaperna. Gasoljan används idag främst som marinbränsle, då det är denna typ av olja som används i bland annat mindre fartygsmotorer, medan de större fartygen drivs med tjockare återstodsoljor.
Gasolja eller internationellt benämnt GasOil är det samma som eldningsolja för villor, Eo1i (E10) / Eo1U (E32).
Därutöver finns det även vakuumgasolja som utgör eldningsolja klass 3A, eller en blandning med denna kallad WRD, Wide Range Destillate.
Gasoljor blandas ibland med tjockoljor och får då en mer lättflytande produkt som kallas MDO, Marine Diesel Oil.